# 弗劳尔灵
弗劳尔灵是奥地利蒂罗尔州因斯布鲁克兰县的一个市镇。总面积19.6平方公里，总人口1224人，人口密度62.4人/平方公里（2011年）。